# Coupe du monde des nations d'athlétisme 2006

Logo de la Coupe du monde des nations d'athlétisme 2006

La 10e Coupe du monde des nations d'athlétisme s'est déroulée les 16 et 17 septembre 2006 au Stade olympique d'Athènes à Athènes en Grèce. Chez les hommes l'Europe a remporté l'épreuve pour la deuxième fois de son histoire. Chez les femmes, la Russie a gagné pour la deuxième fois consécutive.
| Classement - Tableau synthétique des résultats Courses: 100 m - 200 m - 400 m - 800 m - 1 500 m - 3 000 m - 5 000 m Obstacles: 100 m haies - 110 m haies - 400 m haies - 3 000 m steeple Sauts: Hauteur - Longueur - Triple saut - Perche Lancers: Javelot - Disque - Poids - Marteau Relais: 4 × 100 m - 4 × 400 m Liens externes |

## Classement final
| Place | Pays ou continent | Points |
| ----- | ----------------- | ------ |
| 1     | Europe            | 140    |
| 2     | États-Unis        | 136    |
| 3     | Afrique           | 116    |
| 4     | Asie              | 110    |
| 5     | Amériques         | 104    |
| 6     | Russie            | 89     |
| 7     | France            | 79     |
| 8     | Océanie           | 78     |
| 9     | Grèce             | 44     |

| Place | Pays ou continent | Points |
| ----- | ----------------- | ------ |
| 1     | Russie            | 137    |
| 2     | Europe            | 128    |
| 3     | Amériques         | 117    |
| 4     | États-Unis        | 101.5  |
| 5     | Pologne           | 97     |
| 6     | Afrique           | 96.5   |
| 7     | Asie              | 85.5   |
| 8     | Océanie           | 73     |
| 9     | Grèce             | 60.5   |

## Tableau synthétique des résultats

### Hommes
|                   | Europe | États-Unis | Afrique | Asie | Amériques | Russie | France | Océanie | Grèce |
| ----------------- | ------ | ---------- | ------- | ---- | --------- | ------ | ------ | ------- | ----- |
| 100 m             | 8      | 9          | 6       | 4    | 7         | 3      | 5      | 2       | 1     |
| 200 m             | 6      | 9          | 2       | 7    | 8         | 3      | 1      | 5       | 4     |
| 400 m             | 5      | 9          | 8       | 1    | 6         | 4      | 3      | 2       | 7     |
| 800 m             | 8      | 4          | 7       | 9    | 6         | 5      | 3      | 2       | 1     |
| 1 500 m           | 8      | 6          | 9       | 3    | 4         | 5      | 2      | 7       | 1     |
| 3 000 m           | 4      | 5          | 8       | 2    | 6         | 3      | 7      | 9       | 1     |
| 5 000 m           | 6      | 7          | 8       | 9    | 5         | 3      | 4      | 2       | 1     |
| 3 000 m steeple   | 6      | 3          | 8       | 9    | 2         | 4      | 7      | 5       | 1     |
| 110 m haies       | 6      | 9          | 1       | 8    | 7         | 4      | 5      | 3       | 2     |
| 400 m haies       | 7      | 9          | 8       | 1    | 6         | 4      | 5      | 3       | 2     |
| Saut en hauteur   | 9      | 7          | 6       | 1    | 4         | 8      | 3      | 2       | 5     |
| Saut à la perche  | 3      | 5          | 4       | 8    | 7         | 1      | 6      | 9       | 2     |
| Saut en longueur  | 8      | 4          | 6       | 7    | 9         | 3      | 5      | 2       | 1     |
| Triple saut       | 2      | 3          | 5       | 9    | 1         | 7      | 6      | 8       | 4     |
| Lancer du poids   | 7      | 9          | 4       | 6    | 8         | 5      | 3      | 2       | 1     |
| Lancer du disque  | 9      | 7          | 6       | 8    | 1         | 3      | 4      | 5       | 2     |
| Lancer du marteau | 8      | 6          | 3       | 9    | 4         | 7      | 1      | 2       | 5     |
| Lancer du javelot | 9      | 3          | 8       | 6    | 1         | 7      | 2      | 4       | 5     |
| 4 × 100 m         | 8      | 9          | 5       | 7    | 1         | 6      | 3      | 4       | 2     |
| 4 × 400 m         | 5      | 9          | 7       | 3    | 8         | 4      | 6      | 2       | 1     |
| Total             | 140    | 136        | 116     | 110  | 104       | 89     | 79     | 78      | 44    |

### Femmes
|                   | Russie | Europe | Amériques | États-Unis | Pologne | Afrique | Asie | Océanie | Grèce |
| ----------------- | ------ | ------ | --------- | ---------- | ------- | ------- | ---- | ------- | ----- |
| 100 m             | 5      | 6      | 9         | 8          | 1       | 7       | 3    | 2       | 4     |
| 200 m             | 6      | 8      | 3         | 9          | 5       | 7       | 4    | 1       | 2     |
| 400 m             | 6      | 8      | 7         | 9          | 2       | 4       | 3    | 1       | 5     |
| 800 m             | 7      | 6      | 9         | 4          | 5       | 8       | 3    | 1       | 2     |
| 1 500 m           | 8      | 6      | 4         | 2          | 5       | 3       | 9    | 7       | 1     |
| 3 000 m           | 3      | 4      | 1         | 7          | 8       | 9       | 5    | 6       | 2     |
| 5 000 m           | 8      | 4      | 1         | 5          | 2       | 9       | 7    | 6       | 3     |
| 3 000 m steeple   | 5      | 9      | 4         | 3          | 7       | 8       | 2    | 6       | 1     |
| 100 m haies       | 4      | 8      | 9         | 7          | 5       | 2       | 1    | 6       | 3     |
| 400 m haies       | 9      | 6      | 5         | 8          | 7       | 3       | 4    | 1       | 2     |
| Saut en hauteur   | 9      | 8      | 5         | 6          | 4       | 2       | 1    | 7       | 3     |
| Saut à la perche  | 9      | 6      | 8         | 2          | 5       | 3       | 7    | 1       | 4     |
| Saut en longueur  | 9      | 8      | 3         | 4          | 5       | 1       | 2    | 6       | 7     |
| Triple saut       | 9      | 4      | 6         | 3          | 2       | 7       | 5    | 1       | 8     |
| Lancer du poids   | 8      | 6      | 7         | 4          | 3       | 2       | 5    | 9       | 1     |
| Lancer du disque  | 6      | 9      | 3         | 8          | 5       | 2       | 7    | 4       | 1     |
| Lancer du marteau | 8      | 5      | 4         | 7          | 9       | 1       | 6    | 3       | 2     |
| Lancer du javelot | 3      | 9      | 8         | 2          | 6       | 7       | 1    | 5       | 4     |
| 4 × 100 m         | 8      | 2      | 9         | 1          | 6       | 7       | 4    | 5       | 3     |
| 4 × 400 m         | 7      | 6      | 9         | 8          | 5       | 4       | 1    | 2       | 3     |
| Total             | 137    | 128    | 117       | 101.5      | 97      | 96.5    | 85.5 | 73      | 60.5  |

## Resultats

### 100 m
| Rang | Équipe | Athlète           | Performance |
| ---- | ------ | ----------------- | ----------- |
| 1    | USA    | Tyson Gay         | 9 s 88      |
| 2    | EUR    | Francis Obikwelu  | 10 s 09     |
| 3    | AME    | Marc Burns        | 10 s 14     |
| 4    | AFR    | Uchenna Emedolu   | 10 s 14 SB  |
| 5    | FRA    | Ronald Pognon     | 10 s 17     |
| 6    | ASI    | Yang Yaozu        | 10 s 21 PB  |
| 7    | RUS    | Andrey Yepishin   | 10 s 27     |
| 8    | OCE    | Patrick Johnson   | 10 s 28     |
| 9    | GRE    | Anastasios Gousis | 10 s 34     |

| Rang | Équipe | Athlète          | Performance |
| ---- | ------ | ---------------- | ----------- |
| 1    | AME    | Sherone Simpson  | 10 s 97     |
| 2    | USA    | Torri Edwards    | 11 s 19     |
| 3    | AFR    | Vida Anim        | 11 s 21 SB  |
| 4    | EUR    | Kim Gevaert      | 11 s 24     |
| 5    | RUS    | Yuliya Gushchina | 11 s 39     |
| 6    | GRE    | Yeoryia Kokloni  | 11 s 40     |
| 7    | ASI    | Guzel Khubbieva  | 11 s 43 SB  |
| 8    | OCE    | Sally McLellan   | 11 s 44     |
| 9    | POL    | Daria Onyśko     | 11 s 49     |

### 200 m
| Rang | Équipe | Athlète           | Performance |
| ---- | ------ | ----------------- | ----------- |
| 1    | USA    | Wallace Spearmon  | 19 s 87     |
| 2    | AME    | Usain Bolt        | 19 s 96     |
| 3    | ASI    | Shingo Suetsugu   | 20 s 30     |
| 4    | EUR    | Francis Obikwelu  | 20 s 36     |
| 5    | OCE    | Patrick Johnson   | 20 s 52     |
| 6    | GRE    | Anastasios Gousis | 20 s 69     |
| 7    | RUS    | Ivan Teplykh      | 20 s 94     |
| 8    | AFR    | Stéphan Buckland  | 20 s 96     |
| 9    | FRA    | Manuel Reynaert   | 21 s 87     |

| Rang | Équipe | Athlète             | Performance |
| ---- | ------ | ------------------- | ----------- |
| 1    | USA    | Sanya Richards      | 22 s 23     |
| 2    | EUR    | Kim Gevaert         | 22 s 72     |
| 3    | AFR    | Vida Anim           | 22 s 81 PB  |
| 4    | RUS    | Yuliya Gushchina    | 22 s 96     |
| 5    | POL    | Monika Bejnar       | 23 s 21     |
| 6    | ASI    | Guzel Khubbieva     | 23 s 34     |
| 7    | AME    | Cydonie Mothersille | 23 s 50     |
| 8    | GRE    | Hariklia Bouda      | 23 s 52     |
| 9    | OCE    | Melanie Kleeberg    | 23 s 86     |

### 400 m
| Rang | Équipe | Athlète              | Performance |
| ---- | ------ | -------------------- | ----------- |
| 1    | USA    | LaShawn Merritt      | 44 s 54     |
| 2    | AFR    | Gary Kikaya          | 44 s 66     |
| 3    | GRE    | Dimitrios Regas      | 45 s 11 NR  |
| 4    | AME    | Alleyne Francique    | 45 s 30     |
| 5    | EUR    | Daniel Dąbrowski     | 45 s 61     |
| 6    | RUS    | Vladislav Frolov     | 45 s 76     |
| 7    | FRA    | Marc Raquil          | 46 s 26     |
| 8    | OCE    | Clinton Hill         | 46 s 41     |
| 9    | ASI    | Rohan Pradeep Kumara | 47 s 35     |

| Rang | Équipe | Athlète            | Performance |
| ---- | ------ | ------------------ | ----------- |
| 1    | USA    | Sanya Richards     | 48 s 70 WL  |
| 2    | EUR    | Vania Stambolova   | 50 s 09     |
| 3    | AME    | Novlene Williams   | 50 s 24     |
| 4    | RUS    | Tatyana Veshkurova | 50 s 50     |
| 5    | GRE    | Fani Halkia        | 50 s 94 SB  |
| 6    | AFR    | Amy Mbacke Thiam   | 51 s 39     |
| 7    | ASI    | Olga Tereshkova    | 52 s 57     |
| 8    | POL    | Grażyna Prokopek   | 53 s 29     |
| 9    | OCE    | Rosemary Hayward   | 54 s 01     |

### 800 m
| Rang | Équipe | Athlète                | Performance   |
| ---- | ------ | ---------------------- | ------------- |
| 1    | ASI    | Yusuf Saad Kamel       | 1 min 44 s 98 |
| 2    | EUR    | Bram Som               | 1 min 45 s 13 |
| 3    | AFR    | Mbulaeni Mulaudzi      | 1 min 45 s 14 |
| 4    | AME    | Gary Reed              | 1 min 45 s 54 |
| 5    | RUS    | Dmitriy Bogdanov       | 1 min 46 s 31 |
| 6    | USA    | Khadevis Robinson      | 1 min 46 s 45 |
| 7    | FRA    | Florent Lacasse        | 1 min 47 s 30 |
| 8    | OCE    | Jason Stewart          | 1 min 49 s 01 |
| 9    | GRE    | Efthimios Papadopoulos | 1 min 49 s 45 |

| Rang | Équipe | Athlète          | Performance   |
| ---- | ------ | ---------------- | ------------- |
| 1    | AME    | Zulia Calatayud  | 2 min 00 s 06 |
| 2    | AFR    | Janeth Jepkosgei | 2 min 00 s 09 |
| 3    | RUS    | Olga Kotlyarova  | 2 min 00 s 84 |
| 4    | EUR    | Rebecca Lyne     | 2 min 00 s 97 |
| 5    | POL    | Aneta Lemiesz    | 2 min 01 s 53 |
| 6    | USA    | Hazel Clark      | 2 min 01 s 83 |
| 7    | ASI    | Pinki Pramanik   | 2 min 03 s 28 |
| 8    | GRE    | Eleni Filandra   | 2 min 05 s 14 |
| 9    | OCE    | Libby Allen      | 2 min 07 s 31 |

### 1 500 m
| Rang | Équipe | Athlète                     | Performance   |
| ---- | ------ | --------------------------- | ------------- |
| 1    | AFR    | Alex Kipchirchir            | 3 min 52 s 60 |
| 2    | EUR    | Ivan Heshko                 | 3 min 53 s 33 |
| 3    | OCE    | Nicholas Willis             | 3 min 54 s 76 |
| 4    | USA    | Gabriel Jennings            | 3 min 55 s 09 |
| 5    | RUS    | Ramil Aritkulov             | 3 min 55 s 11 |
| 6    | AME    | Nathan Brannen              | 3 min 55 s 16 |
| 7    | ASI    | Abdulrahman Suleiman        | 3 min 55 s 67 |
| 8    | FRA    | Mahiedine Mekhissi-Benabbad | 3 min 55 s 89 |
| 9    | GRE    | Panayiotis Ikonomou         | 3 min 59 s 00 |

| Rang | Équipe | Athlète              | Performance   |
| ---- | ------ | -------------------- | ------------- |
| 1    | ASI    | Maryam Yusuf Jamal   | 4 min 00 s 84 |
| 2    | RUS    | Tatyana Tomashova    | 4 min 02 s 45 |
| 3    | OCE    | Sarah Jamieson       | 4 min 02 s 82 |
| 4    | EUR    | Daniela Yordanova    | 4 min 02 s 97 |
| 5    | POL    | Lidia Chojecka       | 4 min 06 s 52 |
| 6    | AME    | Carmen Douma-Hussar  | 4 min 07 s 36 |
| 7    | AFR    | Nouria Benida-Merah  | 4 min 10 s 25 |
| 8    | USA    | Treniere Clement     | 4 min 13 s 55 |
| 9    | GRE    | Kalliopi Astropekaki | 4 min 40 s 68 |

### 3 000 m
| Rang | Équipe | Athlète             | Performance      |
| ---- | ------ | ------------------- | ---------------- |
| 1    | OCE    | Craig Mottram       | 7 min 32 s 19 CR |
| 2    | AFR    | Kenenisa Bekele     | 7 min 36 s 25    |
| 3    | FRA    | Driss Maazouzi      | 7 min 47 s 80 SB |
| 4    | AME    | Kevin Sullivan      | 7 min 47 s 99    |
| 5    | USA    | Adam Goucher        | 7 min 48 s 15    |
| 6    | EUR    | Jesús España        | 7 min 50 s 09    |
| 7    | RUS    | Sergey Ivanov       | 7 min 52 s 80    |
| 8    | ASI    | Tareq Mubarak Taher | 8 min 03 s 70    |
| 9    | GRE    | Anastasios Fraggos  | 8 min 17 s 30    |

| Rang | Équipe | Athlète          | Performance      |
| ---- | ------ | ---------------- | ---------------- |
| 1    | AFR    | Tirunesh Dibaba  | 8 min 33 s 78 CR |
| 2    | POL    | Lidia Chojecka   | 8 min 39 s 69    |
| 3    | USA    | Kara Goucher     | 8 min 41 s 42 PB |
| 4    | OCE    | Eloise Wellings  | 8 min 41 s 78 PB |
| 5    | ASI    | Kayoko Fukushi   | 8 min 44 s 58 SB |
| 6    | EUR    | Krisztina Papp   | 8 min 51 s 15    |
| 7    | RUS    | Yuliya Chizhenko | 8 min 59 s 67 SB |
| 8    | GRE    | Maria Protopappa | 9 min 00 s 15 SB |
| 9    | AME    | Megan Metcalfe   | 9 min 04 s 90    |

### 5 000 m
| Rang | Équipe | Athlète                | Performance    |
| ---- | ------ | ---------------------- | -------------- |
| 1    | ASI    | Saif Saaeed Shaheen    | 13 min 35 s 30 |
| 2    | AFR    | Mike Kipruto Kigen     | 13 min 36 s 19 |
| 3    | USA    | Matthew Tegenkamp      | 13 min 36 s 83 |
| 4    | EUR    | Jan Fitschen           | 13 min 45 s 38 |
| 5    | AME    | Marilson dos Santos    | 13 min 47 s 15 |
| 6    | FRA    | Khalid Zoubaa          | 13 min 49 s 44 |
| 7    | RUS    | Sergey Ivanov          | 13 min 50 s 16 |
| 8    | OCE    | Adrian Blincoe         | 14 min 03 s 29 |
| 9    | GRE    | Padeleimon Savvopoulos | 14 min 26 s 62 |

| Rang | Équipe | Athlète             | Performance       |
| ---- | ------ | ------------------- | ----------------- |
| 1    | AFR    | Meseret Defar       | 14 min 39 s 11 CR |
| 2    | RUS    | Liliya Shobukhova   | 15 min 05 s 33    |
| 3    | ASI    | Kayoko Fukushi      | 15 min 06 s 69    |
| 4    | OCE    | Kimberley Smith     | 15 min 12 s 15    |
| 5    | USA    | Lauren Fleshman     | 15 min 17 s 65    |
| 6    | EUR    | Sabrina Mockenhaupt | 15 min 34 s 61    |
| 7    | GRE    | Maria Protopappa    | 15 min 49 s 50    |
| 8    | POL    | Katarzyna Kowalska  | 16 min 18 s 35    |
| 9    | AME    | Lucélia Peres       | 16 min 23 s 72    |

### 3 000 m steeple
| Rang | Équipe | Athlète                  | Performance      |
| ---- | ------ | ------------------------ | ---------------- |
| 1    | ASI    | Saif Saaeed Shaheen      | 8 min 19 s 09 CR |
| 2    | AFR    | Paul Kipsiele Koech      | 8 min 19 s 37    |
| 3    | FRA    | Bouabdellah Tahri        | 8 min 29 s 06    |
| 4    | EUR    | Jukka Keskisalo          | 8 min 29 s 42    |
| 5    | OCE    | Youcef Abdi              | 8 min 36 s 13    |
| 6    | RUS    | Pavel Potapovich         | 8 min 38 s 95    |
| 7    | USA    | Steve Slattery           | 8 min 43 s 15    |
| 8    | AME    | Fernando Alex Fernandes  | 8 min 51 s 33    |
| 9    | GRE    | Arbedo-Alexandros Litsis | 9 min 10 s 83    |

| Rang | Équipe | Athlète           | Performance    |
| ---- | ------ | ----------------- | -------------- |
| 1    | EUR    | Alesia Turava     | 9 min 29 s 10  |
| 2    | AFR    | Jeruto Kiptum     | 9 min 31 s 44  |
| 3    | POL    | Wioletta Janowska | 9 min 35 s 08  |
| 4    | OCE    | Victoria Mitchell | 9 min 36 s 34  |
| 5    | RUS    | Tatyana Petrova   | 9 min 36 s 50  |
| 6    | AME    | Korene Hinds      | 9 min 47 s 86  |
| 7    | USA    | Lisa Galaviz      | 9 min 49 s 32  |
| 8    | ASI    | Minori Hayakari   | 9 min 49 s 49  |
| 9    | GRE    | Irini Kokkinariou | 10 min 35 s 78 |

### 100/110 m haies
| Rang | Équipe | Athlète             | Performance |
| ---- | ------ | ------------------- | ----------- |
| 1    | USA    | Allen Johnson       | 12 s 96 CR  |
| 2    | ASI    | Liu Xiang           | 13 s 03     |
| 3    | AME    | Dayron Robles       | 13 s 06     |
| 4    | EUR    | Staņislavs Olijars  | 13 s 15 SB  |
| 5    | FRA    | Cédric Lavanne      | 13 s 56     |
| 6    | RUS    | Igor Peremota       | 13 s 57     |
| 7    | OCE    | James Mortimer      | 13 s 94     |
| 8    | GRE    | Theopistos Mavridis | 13 s 96     |
| 9    | AFR    | Aymen Ben Ahmed     | 14 s 08     |

| Rang | Équipe | Athlète                | Performance |
| ---- | ------ | ---------------------- | ----------- |
| 1    | AME    | Brigitte Foster-Hylton | 12 s 67     |
| 2    | EUR    | Susanna Kallur         | 12 s 77     |
| 3    | USA    | Virginia Powell        | 12 s 90     |
| 4    | OCE    | Sally McLellan         | 12 s 95 PB  |
| 5    | POL    | Aurelia Trywiańska     | 12 s 97     |
| 6    | RUS    | Aleksandra Antonova    | 13 s 12     |
| 7    | GRE    | Flora Redoumi          | 13 s 23     |
| 8    | AFR    | Toyin Augustus         | 13 s 27     |
| 9    | ASI    | Feng Yun               | 13 s 32     |

### 400 m haies
| Rang | Équipe | Athlète              | Performance |
| ---- | ------ | -------------------- | ----------- |
| 1    | USA    | Kerron Clement       | 48 s 12     |
| 2    | AFR    | L. J. van Zyl        | 48 s 35     |
| 3    | EUR    | Marek Plawgo         | 48 s 76     |
| 4    | AME    | Kemel Thompson       | 48 s 80     |
| 5    | FRA    | Naman Keïta          | 49 s 53     |
| 6    | RUS    | Aleksandr Derevyagin | 49 s 83     |
| 7    | OCE    | Tristan Thomas       | 50 s 00     |
| 8    | GRE    | Minas Alozidis       | 51 s 12     |
| 9    | ASI    | Yevgeniy Meleshenko  | 51 s 55     |

| Rang | Équipe | Athlète                    | Performance |
| ---- | ------ | -------------------------- | ----------- |
| 1    | RUS    | Yuliya Nosova              | 53 s 88     |
| 2    | USA    | Lashinda Demus             | 54 s 06     |
| 3    | POL    | Anna Jesień                | 54 s 48 SB  |
| 4    | EUR    | Tetiana Tereschuk-Antipova | 54 s 55     |
| 5    | AME    | Daimí Pernía               | 54 s 60 SB  |
| 6    | ASI    | Huang Xiaoxiao             | 55 s 06 SB  |
| 7    | AFR    | Janet Wienand              | 56 s 31     |
| 8    | GRE    | Hristina Hantzi-Neag       | 56 s 35 SB  |
| 9    | OCE    | Lauren Boden               | 58 s 22     |

### Saut en hauteur
| Rang | Équipe | Athlète            | Performance |
| ---- | ------ | ------------------ | ----------- |
| 1    | EUR    | Tomáš Janku        | 2,28 m      |
| 2    | RUS    | Andrey Silnov      | 2,24 m      |
| 3    | USA    | Tora Harris        | 2,24 m      |
| 4    | AFR    | Kabelo Kgosiemang  | 2,20 m      |
| 5    | GRE    | Dimitrios Sirrakos | 2,20 m      |
| 6    | AME    | Jessé de Lima      | 2,15 m      |
| 7    | FRA    | Mustapha Raifak    | 2,10 m      |
| 8    | OCE    | Liam Zamel-Paez    | 2,05 m      |
|      | ASI    | Huang Haiqiang     | DNS         |

| Rang | Équipe | Athlète              | Performance |
| ---- | ------ | -------------------- | ----------- |
| 1    | RUS    | Yelena Slesarenko    | 1,97 m      |
| 2    | EUR    | Tia Hellebaut        | 1,97 m      |
| 3    | ASI    | Marina Aitova        | 1,94 m PB   |
| 3    | USA    | Amy Acuff            | 1,94 m      |
| 5    | AME    | Nicole Forrester     | 1,94 m PB   |
| 6    | POL    | Anna Ksok            | 1,87 m      |
| 7    | GRE    | Persefoni Hatzinakou | 1,83 m      |
| 7    | AFR    | Rene van der Merwe   | 1,83 m      |
| 9    | OCE    | Angela McKee         | 1,79 m      |

### Saut à la perche
| Rang | Équipe | Athlète             | Performance |
| ---- | ------ | ------------------- | ----------- |
| 1    | OCE    | Steven Hooker       | 5,80 m      |
| 2    | ASI    | Daichi Sawano       | 5,70 m      |
| 3    | AME    | Germán Chiaraviglio | 5,70 m      |
| 4    | FRA    | Romain Mesnil       | 5,60 m      |
| 5    | USA    | Russ Buller         | 5,50 m      |
| 6    | AFR    | Okkert Brits        | 5,50 m      |
| 7    | EUR    | Aleksandr Averbukh  | 5,50 m      |
| 8    | GRE    | Stavros Kouroupakis | 5,40 m      |
| 9    | RUS    | Dmitry Starodubtsev | 5,20 m      |

| Rang | Équipe | Athlète             | Performance |
| ---- | ------ | ------------------- | ----------- |
| 1    | RUS    | Yelena Isinbayeva   | 4,60 m CR   |
| 2    | AME    | Fabiana Murer       | 4,55 m      |
| 3    | ASI    | Gao Shuying         | 4,50 m SB   |
| 4    | EUR    | Martina Strutz      | 4,40 m      |
| 5    | POL    | Monika Pyrek        | 4,30 m      |
| 6    | GRE    | Afroditi Skafida    | 4,15 m      |
| 7    | AFR    | Syrine Balti        | 4,00 m      |
|      | USA    | Jennifer Stuczynski | NM          |
|      | OCE    | Kym Howe            | NM          |

### Saut en longueur
| Rang | Équipe | Athlète                     | Performance |
| ---- | ------ | --------------------------- | ----------- |
| 1    | AME    | Irving Saladino             | 8,26 m      |
| 2    | EUR    | Andrew Howe                 | 8,12 m      |
| 3    | ASI    | Mohamed Salman Al-Khuwalidi | 8,11 m      |
| 4    | AFR    | Ignisious Gaisah            | 8,09 m      |
| 5    | FRA    | Salim Sdiri                 | 8,03 m      |
| 6    | USA    | Brian Johnson               | 7,88 m      |
| 7    | RUS    | Ruslan Gataullin            | 7,64 m      |
| 8    | OCE    | Fabrice Lapierre            | 7,58 m      |
|      | GRE    | Louis Tsatoumas             | NM          |

| Rang | Équipe | Athlète                | Performance |
| ---- | ------ | ---------------------- | ----------- |
| 1    | RUS    | Lyudmila Kolchanova    | 6,78 m      |
| 2    | EUR    | Naide Gomes            | 6,68 m      |
| 3    | GRE    | Hrysopiyi Devetzi      | 6,64 m      |
| 4    | OCE    | Bronwyn Thompson       | 6,63 m      |
| 5    | POL    | Małgorzata Trybańska   | 6,41 m      |
| 6    | USA    | Rose Richmond          | 6,38 m      |
| 7    | AME    | Keila Costa            | 6,33 m      |
| 8    | ASI    | Olga Rypakova          | 6,21 m      |
| 9    | AFR    | Joséphine Mbarga-Bikié | 5,87 m      |

### Triple saut
| Rang | Équipe | Athlète                | Performance |
| ---- | ------ | ---------------------- | ----------- |
| 1    | USA    | Walter Davis           | 17,54 m     |
| 2    | AME    | Jadel Gregório         | 17,41 m     |
| 3    | EUR    | Marian Oprea           | 17,05 m     |
| 4    | ASI    | Li Yanxi               | 16,87 m     |
| 5    | RUS    | Danil Burkenya         | 16,84 m     |
| 6    | AFR    | Tarik Bouguetaib       | 16,57 m     |
| 7    | FRA    | Julien Kapek           | 16,56 m     |
| 8    | OCE    | Alwyn Jones            | 16,42 m     |
|      | GRE    | Konstadinos Zalaggitis | NM          |

| Rang | Équipe | Athlète              | Performance |
| ---- | ------ | -------------------- | ----------- |
| 1    | RUS    | Tatyana Lebedeva     | 15,13 m     |
| 2    | GRE    | Hrysopiyi Devetzi    | 15,04 m     |
| 3    | AFR    | Yamilé Aldama        | 14,78 m     |
| 4    | AME    | Trecia Smith         | 14,64 m     |
| 5    | ASI    | Anastasiya Juravleva | 14,54 m     |
| 6    | EUR    | Olha Saladukha       | 14,16 m     |
| 7    | USA    | Shani Marks          | 13,79 m     |
| 8    | POL    | Aleksandra Fila      | 13,34 m     |
| 9    | OCE    | Linda Allen          | 12,95 m     |

### Lancer du poids
| Rang | Équipe | Athlète                | Performance |
| ---- | ------ | ---------------------- | ----------- |
| 1    | EUR    | Ralf Bartels           | 20,67 m     |
| 2    | USA    | Reese Hoffa            | 20,60 m     |
| 3    | RUS    | Pavel Sofin            | 20,45 m     |
| 4    | OCE    | Scott Martin           | 20,25 m     |
| 5    | AME    | Dorian Scott           | 20,21 m     |
| 6    | FRA    | Gaëtan Bucki           | 19,40 m     |
| 7    | ASI    | Navpreet Singh         | 18,43 m     |
| 8    | AFR    | Yasser Ibrahim Farag   | 18,23 m     |
| 9    | GRE    | Andreas Anastasopoulos | 17,06 m     |

| Rang | Équipe | Athlète            | Performance |
| ---- | ------ | ------------------ | ----------- |
| 1    | OCE    | Valerie Vili       | 19,87 m     |
| 2    | RUS    | Olga Ryabinkina    | 19,54 m SB  |
| 3    | AME    | Yumileidi Cumbá    | 19,12 m     |
| 4    | EUR    | Natallia Kharaneka | 19,06 m     |
| 5    | ASI    | Li Ling            | 19,05 m PB  |
| 6    | USA    | Jillian Camarena   | 18,43 m     |
| 7    | POL    | Krystyna Zabawska  | 17,74 m     |
| 8    | AFR    | Vivian Chukwuemeka | 17,72 m     |
| 9    | GRE    | Irini Terzoglou    | 16,32 m     |

### Lancer du disque
| Rang | Équipe | Athlète               | Performance |
| ---- | ------ | --------------------- | ----------- |
| 1    | EUR    | Virgilijus Alekna     | 67,19 m     |
| 2    | ASI    | Ehsan Hadadi          | 62,60 m     |
| 3    | USA    | Ian Waltz             | 62,12 m     |
| 4    | AFR    | Omar Ahmed El Ghazaly | 61,50 m     |
| 5    | OCE    | Scott Martin          | 60,93 m     |
| 6    | FRA    | Jean-Claude Retel     | 58,18 m     |
| 7    | RUS    | Bogdan Pishchalnikov  | 58,17 m     |
| 8    | GRE    | Stefanos Konstas      | 58,17 m     |
| 9    | AME    | Jason Tunks           | 56,92 m     |

| Rang | Équipe | Athlète              | Performance |
| ---- | ------ | -------------------- | ----------- |
| 1    | EUR    | Franka Dietzsch      | 66,07 m     |
| 2    | USA    | Aretha Thurmond      | 61,83 m     |
| 3    | ASI    | Song Aimin           | 61,47 m     |
| 4    | RUS    | Darya Pishchalnikova | 61,39 m     |
| 5    | POL    | Wioletta Potępa      | 60,82 m     |
| 6    | OCE    | Dani Samuels         | 59,68 m     |
| 7    | AME    | Yania Ferrales       | 58,93 m     |
| 8    | AFR    | Elizna Naude         | 56,11 m     |
| 9    | GRE    | Areti Abatzi         | 53,66 m     |

### Lancer du marteau
| Rang | Équipe | Athlète                  | Performance |
| ---- | ------ | ------------------------ | ----------- |
| 1    | ASI    | Koji Murofushi           | 82,01 m SB  |
| 2    | EUR    | Ivan Tikhon              | 80,00 m     |
| 3    | RUS    | Ilya Konovalov           | 77,14 m     |
| 4    | USA    | A. G. Kruger             | 75,53 m     |
| 5    | GRE    | Alexandros Papadimitriou | 74,13 m     |
| 6    | AME    | James Steacy             | 74,04 m     |
| 7    | AFR    | Chris Harmse             | 73,94 m     |
| 8    | OCE    | Stuart Rendell           | 71,99 m     |
| 9    | FRA    | Christophe Épalle        | 71,43 m     |

| Rang | Équipe | Athlète                | Performance |
| ---- | ------ | ---------------------- | ----------- |
| 1    | POL    | Kamila Skolimowska     | 75,29 m CR  |
| 2    | RUS    | Tatyana Lysenko        | 74,44 m     |
| 3    | AME    | Yipsi Moreno           | 73,99 m     |
| 4    | ASI    | Zhang Wenxiu           | 71,19 m     |
| 5    | EUR    | Maryia Smaliachkova    | 68,93 m     |
| 6    | USA    | Erin Gilreath          | 67,39 m     |
| 7    | OCE    | Brooke Krueger-Billett | 65,92 m     |
| 8    | GRE    | Alexandra Papayeoryiou | 65,22 m     |
| 9    | AFR    | Marwa Hussein          | 60,23 m     |

### Lancer du javelot
| Rang | Équipe | Athlète             | Performance |
| ---- | ------ | ------------------- | ----------- |
| 1    | EUR    | Andreas Thorkildsen | 87,17 m     |
| 2    | AFR    | Gerhardus Pienaar   | 83,62 m     |
| 3    | RUS    | Aleksandr Ivanov    | 81,87 m     |
| 4    | ASI    | Chen Qi             | 79,20 m     |
| 5    | GRE    | Yeóryios Íltsios    | 75,74 m     |
| 6    | OCE    | Stuart Farquhar     | 74,55 m     |
| 7    | USA    | Rob Minnitti        | 73,40 m     |
| 8    | FRA    | Bérenger Demerval   | 67,68 m     |
| 9    | AME    | Robinson Pratt      | 29,02 m PB  |

| Rang | Équipe | Athlète           | Performance |
| ---- | ------ | ----------------- | ----------- |
| 1    | EUR    | Steffi Nerius     | 63,37 m     |
| 2    | AME    | Sonia Bisset      | 61,74 m     |
| 3    | AFR    | Justine Robbeson  | 61,38 m     |
| 4    | POL    | Barbara Madejczyk | 59,63 m     |
| 5    | OCE    | Kimberley Mickle  | 58,52 m     |
| 6    | GRE    | Savva Lika        | 58,36 m     |
| 7    | RUS    | Lada Chernova     | 58,29 m     |
| 8    | USA    | Kim Kreiner       | 54,34 m     |
| 9    | ASI    | Ning Ma           | 52,54 m     |

### Relais 4 × 100 m
| Rang | Équipe | Athlète                                                                  | Performance |
| ---- | ------ | ------------------------------------------------------------------------ | ----------- |
| 1    | USA    | Kaaron Conwright Wallace Spearmon Tyson Gay Jason Smoots                 | 37 s 59 CR  |
| 2    | EUR    | Dwain Chambers Dwayne Grant Marlon Devonish Mark Lewis-Francis           | 38 s 45 PB  |
| 3    | ASI    | Naoki Tsukahara Shingo Suetsugu Shinji Takahira Shigeyuki Kojima         | 38 s 51 PB  |
| 4    | RUS    | Maksim Mokrousov Mikhail Yegorychev Roman Smirnov Andrey Yepishin        | 38 s 78 SB  |
| 5    | AFR    | Adetoyi Durotoye Uchenna Emedolu Stéphan Buckland Eric Nkansah           | 38 s 87 SB  |
| 6    | OCE    | Daniel Batman Patrick Johnson Ambrose Ezenwa Aaron Rouge-Serret          | 39 s 48 SB  |
| 7    | FRA    | Oudéré Kankarafou Dimitri Demonière Fabrice Calligny Aimé-Issa Nthépé    | 39 s 67     |
| 8    | GRE    | Ioannis Politis Andreas Karayiannis Aristidis Petridis Panayiotis Sarris | 39 s 84     |
|      | AME    | Dwight Thomas Marc Burns Christopher Williams Asafa Powell               | DNF         |

| Rang | Équipe | Athlète                                                                 | Performance |
| ---- | ------ | ----------------------------------------------------------------------- | ----------- |
| 1    | AME    | Aleen Bailey Debbie Ferguson Cydonie Mothersille Sherone Simpson        | 42 s 26 WL  |
| 2    | RUS    | Yuliya Gushchina Natalya Rusakova Irina Khabarova Yekaterina Grigoryeva | 42 s 36 SB  |
| 3    | AFR    | Ene Franca Idoko Endurance Ojokolo Esther Dankwah Vida Anim             | 43 s 61 SB  |
| 4    | POL    | Ewelina Klocek Daria Onyśko Dorota Dydo Beata Szkudlarz                 | 43 s 91 SB  |
| 5    | OCE    | Preya Carey Sally McLellan Melanie Kleeberg Fiona Cullen                | 44 s 26 SB  |
| 6    | ASI    | Sangwan Jaksunin Oranut Klomdee Jutamass Thavoncharoen Nongnuch Sanrat  | 44 s 27 SB  |
| 7    | GRE    | Hariklia Bouda Zoi Nerantzidou Eleftheria Kobidou Yeoryia Kokloni       | 44 s 29     |
| 8    | EUR    | Anyika Onuora Emma Ania Emily Freeman Joice Maduaka                     | 47 s 61 SB  |
|      | USA    | Wyllesheia Myrick Stephanie Durst Me'Lisa Barber Torri Edwards          | DQ          |

### Relais 4 × 400 m
| Rang | Équipe | Athlète                                                                             | Performance      |
| ---- | ------ | ----------------------------------------------------------------------------------- | ---------------- |
| 1    | USA    | Jamel Ashley Derrick Brew LaShawn Merritt Darold Williamson                         | 3 min 00 s 11    |
| 2    | AME    | Chris Brown Michael Blackwood Carlos Santa Alleyne Francique                        | 3 min 00 s 14 SB |
| 3    | AFR    | Paul Gorries Gary Kikaya Young Talkmore Nyongani Malik Louahla                      | 3 min 00 s 88 PB |
| 4    | FRA    | Brice Panel Leslie Djhone Naman Keïta Marc Raquil                                   | 3 min 03 s 85    |
| 5    | EUR    | Rafał Wieruszewski Kamghe Gaba Daniel Dąbrowski Andrea Barberi                      | 3 min 03 s 90 PB |
| 6    | RUS    | Dmitriy Petrov Vladislav Frolov Aleksandr Derevyagin Yevgeniy Lebedev               | 3 min 04 s 15    |
| 7    | ASI    | Prasanna Sampath Amarasekara Yuzo Kanemaru Hamed Hamadan Al-Bishi Mohammed al-Salhi | 3 min 04 s 67 SB |
| 8    | OCE    | Tristan Thomas Daniel Batman Clinton Hill Sean Wroe                                 | 3 min 05 s 54 SB |
| 9    | GRE    | Stilianos Dimotsios Padeleimon Melahrinoudis Yeoryios Doupis Dimitrios Regas        | 3 min 09 s 68    |

| Rang | Équipe | Athlète                                                                       | Performance      |
| ---- | ------ | ----------------------------------------------------------------------------- | ---------------- |
| 1    | AME    | Shericka Williams Tonique Williams-Darling Christine Amertil Novlene Williams | 3 min 19 s 84 WL |
| 2    | USA    | DeeDee Trotter Monique Henderson Moushaumi Robinson Lashinda Demus            | 3 min 20 s 69 SB |
| 3    | RUS    | Svetlana Pospelova Olga Kotlyarova Yulia Nosova Tatyana Veshkurova            | 3 min 21 s 21 SB |
| 4    | EUR    | Mariyana Dimitrova Nataliya Pyhyda Ilona Usovich Vania Stambolova             | 3 min 22 s 35 PB |
| 5    | POL    | Grażyna Prokopek Monika Bejnar Aneta Lemiesz Anna Jesień                      | 3 min 27 s 22    |
| 6    | AFR    | Amy Mbacke Thiam Louise Ayétotché Amantle Montsho Christy Ekpukhon            | 3 min 27 s 65 SB |
| 7    | GRE    | Hristina Hantzi-Neag Stiliani Dimoglou Alena-Maria Padi Dimitra Dova          | 3 min 35 s 79    |
| 8    | OCE    | Rosemary Hayward Caitlin Willis Angeline Blackburn Rebecca Irwin              | 3 min 36 s 36 SB |
| 9    | ASI    | Asami Tanno Chitra K. Soman Sathi Geetha Manjeet Kaur                         | 3 min 38 s 85 SB |

## Légende
Records et Performances
- AR : Record continental (area record)
- CR : Record des championnats (championship record)
- MR : Record du meeting (meet record)
- NR : Record national (national record)
- OR : Record olympique (olympic record)
- PR : Record paralympique (paralympic record)
- PB : Record personnel (personal best)
- SB : Meilleure performance personnelle de la saison (season's best)
- WL : Meilleure performance mondiale de l'année (world leader)
- WJR : Record du monde junior (world junior record)
- WR : Record du monde (world record)

Circonstances et Conditions
- DNF : N'a pas terminé (did not finish)
- DNS : N'a pas pris le départ (did not start)
- DQ : Disqualification (disqualification)
- NM : Aucun essai valable enregistré (No Mark)
- Q : Qualifié « directement » au prochain tour (ou à la prochaine compétition), lors d'une compétition majeure, grâce au classement ou à la réalisation des minima (automatic qualifier)
- q : Qualifié au prochain tour (ou à la prochaine compétition), lors d'une compétition majeure, grâce au repêchage ou à la réalisation de l'une des meilleures performances parmi celles des « non qualifiés directement » (grâce au meilleur temps ou à la meilleure distance par exemple) (secondary qualifier)